# (1132) Голландия
(1132) Голландия (лат. Hollandia) — астероид главного пояса, который был открыт 13 сентября 1929 года голландским астрономом Х. ван Гентом в обсерватории Йоханнесбурга и назван в честь Голландия, небольшого государства в Северной Европе.

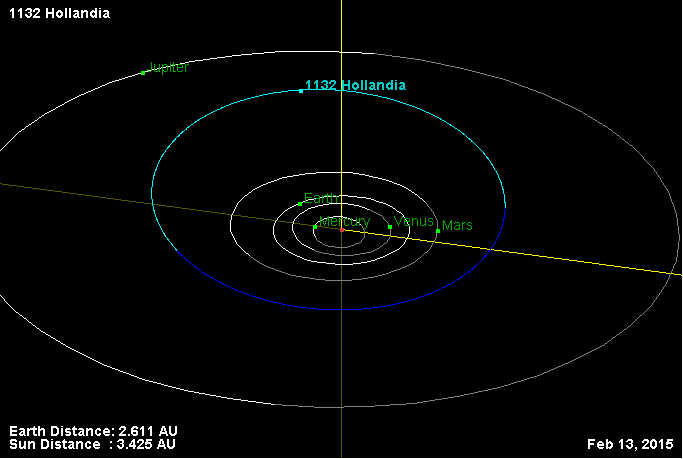
Орбита астероида Голландия и его положение в Солнечной системе